# Soiuz 9
Soiuz 9 (rus: Союз 9, Unió 9) va ser un vol espacial tripulat soviètic en 1970. La tripulació de dos membres constava d'Andrian Nikolàiev i Vitali Sevastiànov trencant el rècord després de cinc anys aconseguit pel Gemini 7, amb el seu vol de prop de 18 dies. La missió va marcar el camí de les missions de les estacions espacials Saliut, investigant els efectes de la ingravidesa de la tripulació a llarg termini, i avaluar la feina que els cosmonautes podien realitzar en òrbita, individualment i en grup.

## Tripulació
| Posició         | Cosmonauta                             | Cosmonauta                             |
| --------------- | -------------------------------------- | -------------------------------------- |
| Comandant       | Andrian Nikolàiev Segon vol espacial   | Andrian Nikolàiev Segon vol espacial   |
| Enginyer de vol | Vitali Sevastiànov Primer vol espacial | Vitali Sevastiànov Primer vol espacial |

### Tripulació de reserva
| Posició         | Cosmonauta          | Cosmonauta          |
| --------------- | ------------------- | ------------------- |
| Comandant       | Anatoli Filíptxenko | Anatoli Filíptxenko |
| Enginyer de vol | Gueorgui Gretxko    | Gueorgui Gretxko    |

### Tripulació en suport
| Posició         | Cosmonauta       | Cosmonauta       |
| --------------- | ---------------- | ---------------- |
| Comandant       | Vassili Làzarev  | Vassili Làzarev  |
| Enginyer de vol | Valeri Iazdovski | Valeri Iazdovski |

## Paràmetres de la missió
- Massa: 6590 kg
- Perigeu: 176 km
- Apogeu: 227 km
- Inclinació: 51,6°
- Període: 88,5 min